# Charlotte Taylor
Pour les articles homonymes, voir Taylor.
Charlotte Taylor est une rameuse britannique, née le 14 août 1985.

## Palmarès

### Championnats du monde
- 2015, à Aiguebelette ( France)
  -  Médaille d'argent en Deux de couple poids légers
- 2014, à Amsterdam ( Pays-Bas)
  - 6e en Quatre de couple poids légers

### Championnats d'Europe
- 2015, à Poznań ( Pologne)
  -  Médaille d'or en Deux de couple poids légers
- 2014, à Belgrade ( Serbie)
  - 4e en Skiff poids légers